# Hannu Turunen
Hannu Tapani Turunen (ur. 24 czerwca 1956 w Savonlinnie) – piłkarz fiński grający na pozycji obrońcy lub pomocnika. W swojej karierze rozegrał 66 meczów w reprezentacji Finlandii i strzelił w niej 3 gole.

## Kariera klubowa
Karierę piłkarską Turunen rozpoczynał w klubie Koparit Kuopio. W 1978 zadebiutował w nim w pierwszej lidze fińskiej. W debiutanckim sezonie wywalczył z Koparitem wicemistrzostwo kraju. W 1981 roku klub z Kuopio ponownie został wicemistrzem Finlandii.
W 1983 roku Turunen przeszedł do innego klubu z Kuopio, Kuopion Palloseura. W 1989 roku zdobył z KuPS Puchar Finlandii i był to jego jedyny osiągnięty z tym klubem sukces. Swoją karierę sportową Turunen zakończył pod koniec 1993 roku.
| Sezon | Klub               | Kraj      | Rozgrywki      | Mecze | Bramki |
| ----- | ------------------ | --------- | -------------- | ----- | ------ |
| 1978  | Koparit Kuopio     | Finlandia | Mestaruussarja | 22    | 4      |
| 1979  | Koparit Kuopio     | Finlandia | Mestaruussarja | 28    | 7      |
| 1980  | Koparit Kuopio     | Finlandia | Mestaruussarja | 22    | 1      |
| 1981  | Koparit Kuopio     | Finlandia | Mestaruussarja | 28    | 5      |
| 1982  | Koparit Kuopio     | Finlandia | Mestaruussarja | 29    | 5      |
| 1983  | Kuopion Palloseura | Finlandia | Mestaruussarja | 22    | 2      |
| 1984  | Kuopion Palloseura | Finlandia | Mestaruussarja | 22    | 0      |
| 1985  | Kuopion Palloseura | Finlandia | Mestaruussarja | 18    | 2      |
| 1986  | Kuopion Palloseura | Finlandia | Mestaruussarja | 17    | 1      |
| 1987  | Kuopion Palloseura | Finlandia | Mestaruussarja | 21    | 0      |
| 1988  | Kuopion Palloseura | Finlandia | Mestaruussarja | 22    | 0      |
| 1989  | Kuopion Palloseura | Finlandia | Mestaruussarja | 22    | 0      |
| 1990  | Kuopion Palloseura | Finlandia | Veikkausliiga  | 21    | 0      |
| 1991  | Kuopion Palloseura | Finlandia | Veikkausliiga  | 19    | 0      |
| 1992  | Kuopion Palloseura | Finlandia | Veikkausliiga  | 0     | 0      |
| 1993  | Kuopion Palloseura | Finlandia | Veikkausliiga  | 22    | 0      |

## Kariera reprezentacyjna
W reprezentacji Finlandii Turunen zadebiutował 9 lutego 1979 w wygranym 1:0 towarzyskim meczu z Bahrajnem, rozegranym w Manamie. W swojej karierze grał w: eliminacjach do MŚ 1982, Euro 84, MŚ 1986 i Euro 88. W 1980 roku zagrał z kadrą olimpijską na Igrzyskach Olimpijskich w Moskwie. Od 1979 do 1987 roku rozegrał w kadrze narodowej 66 meczów i strzelił w nich 3 gole.